# صفيراء صلبة
صفيراء صلبة (الاسم العلمي:Sophora robusta) هي نوع غير مؤكد من النباتات يتبع جنس الصفيراء من الفصيلة البقولية.